# Tameo Ide
Tameo Ide (japonsko 井出 多米夫), japonski nogometaš, * 27. november 1908, † 17. avgust 1998.
Za japonsko reprezentanco je odigral eno uradno tekmo.